# Spaanse vlag (vlinder)
De Spaanse vlag (Euplagia quadripunctaria) is een dagactieve nachtvlinder uit de familie van de spinneruilen (Erebidae) en de onderfamilie van de beervlinders (Arctiinae). 

## Kenmerken
De spanwijdte is 52 tot 58 mm. De soort overwintert als jonge rups.

## Verspreiding en leefgebied
De vlinder komt van Westelijk-Azië tot in Midden-Europa voor. In België wordt hij anno 2018 steeds vaker gezien, vooral in de oostelijke helft van Vlaams-Brabant en rond Mechelen en Gent. In Nederland is het een zeldzaamheid in het zuidoosten. De Spaanse vlag valt onder de Habitatrichtlijn. Het is een van de weinige nachtvlinders die op Europees niveau beschermd is. De vliegtijd is juli en augustus.

## Leefwijze
De soort vliegt vooral in de middag en bij voorkeur bij bloeiend koninginnenkruid (Eupatorium cannabinum). Door hun camouflerende tekening vallen ze er nauwelijks op.
Op Rhodos in een koel beekdal (het vlinderdal Petaloudes) houden soms duizenden vlinders van de zeldzame ondersoort C. quadripunctaria rhodosensis tegelijk een zomerrust om de ergste warmte te ontvluchten.

## De rups en zijn waardplanten
De Spaanse vlag heeft diverse kruidachtige planten als waardplant, zoals koninginnenkruid, brandnetels, dovenetels, weegbree en hondsdraf, maar soms ook struiken zoals braam.